# John Frederick Hume
Pour les articles homonymes, voir John Hume et Hume.
John Frederick Hume (8 août 1860-6 février 1935,) est un homme politique canadien de la Colombie-Britannique. Il est député provincial indépendant de la circonscription britanno-colombienne de West Kootenay South de 1894 à 1898 et de West Kootenay-Nelson de 1898 à 1900.
Il siège au cabinet en tant que ministre des Mines et Secrétaire provincial.

## Biographie
Né à Jacksonville au Nouveau-Brunswick, Hume naît de parents d'origines écossaises. Établie à Nelson en Colombie-Britannique, il sert comme juge de paix. En 1898, il ouvre avec son épouse l'hôtel Hume. Le couple vend l'hôtel à Wilmer Cleveland Wells en 1907.
Hume meurt à Nelson en février 1935 à l'âge de 74 ans.